# Sø- og Klitpastoratet
Sø- og Klitpastoratet er et pastorat i Sydthy Provsti, Aalborg Stift med de syv sogne:
- Hvidbjerg Vesten Å Sogn
- Ørum Sogn
- Lodbjerg Sogn
- Nørhå Sogn
- Sønderhå Sogn
- Hørsted Sogn
- Stenbjerg Sogn

I pastoratet er der seks kirker:
- Hvidbjerg Kirke
- Ørum Kirke
- Lodbjerg Kirke
- Nørhå Kirke
- Sønderhå Kirke
- Hørsted Kirke
- Stenbjerg Kirke